# Brandon Sklenar
Brandon Sklenar (Dover, 26 giugno 1990) è un attore statunitense.
L'attore è noto soprattutto per i suoi ruoli nei film Midway, Mapplethorpe e Vice - L'uomo nell'ombra, e per il ruolo di Spencer Dutton nella serie televisiva western 1923.

## Biografia
Sklenar è nato e cresciuto nel New Jersey settentrionale. Sklenar lasciò il New Jersey dopo il liceo e si trasferì a Los Angeles, facendo lavori saltuari finché non fu ingaggiato da un manager all'età di 20 anni.
Nel 2011 ha fatto il suo debutto cinematografico nel film Cornered, el'anno successivo è apparso nella serie televisiva Dating Rules from My Future Self. È poi apparso nel film Chance nel 2014, nella serie della NBC Truth Be Told nel 2015, nei film Hunky Dory e Bella Donna, e nella serie televisiva Fall into Me nel 2016. Ha interpretato il protagonista nel film horror Temple.
È stato poi scelto per il ruolo di Edward Mapplethorpe nel film drammatico biografico del 2018 Mapplethorpe, che segue la vita del fotografo newyorkese Robert Mapplethorpe. Il film è stato proiettato al Tribeca Film Festival nel 2018, dove ha ricevuto grandi elogi. Lo stesso Sklenar ha ricevuto molti consensi positivi dalla critica per la sua interpretazione in Mapplethorpe. È apparso nel 2018 nel film drammatico biografico Vice - L'uomo nell'ombra, accanto a Amy Adams, Steve Carell, Christian Bale e Sam Rockwell; il film esplora la vita del politico Dick Cheney ed è diretto dal premio Oscar Adam McKay. Sklenar è poi apparso nel film Magic Lantern di Amir Naderi, oltre ai film The Last Room e Glass Jaw. Nel 2018, ha ottenuto un ruolo nel film Indigo Valley e nel thriller noir The Big Ugly.
Sklenar è poi apparso nel film di guerra Midway di Roland Emmerich accanto a Woody Harrelson, Luke Evans e Patrick Wilson.
Nel 2020, è stato scelto per il ruolo di protagonista nel film indipendente Futra Days: il film parla di un uomo che viaggia nel futuro ed esplora la natura del controllo. Per il suo ruolo ha ricevuto il premio come miglior attore al Vienna Independent Film Festival nel 2022. Nel 2021, si è unito al cast del film Karen al fianco di Taryn Manning e Cory Hardrict.
Nel 2022 ha ottenuto il ruolo di Spencer Dutton nella serie televisiva 1923, prequel della serie Yellowstone.

## Filmografia

### Cinema
- Cornered, regia di Taylor Chien e Hunter G. Williams (2011)
- Hunky Dory, regia di Michael Curtis Johnson (2016)
- Temple, regia di Michael Barrett (2017)
- Mapplethorpe, regia di Ondi Timoner (2018)
- Vice - L'uomo nell'ombra, regia di Adam McKay (2018)
- Glass Jaw, regia di Jeff Celentano (2018)
- Magic Lantern, regia di Amir Naderi (2018)
- Midway, regia di Roland Emmerich (2019)
- Indigo Valley, regia di Jaclyn Bethany (2020)
- The Big Ugly, regia di Scott Wiper (2020)
- Karen, regia di Coke Daniels (2021)
- Jonesin', regia di Scott Westby (2021)
- Shot in the Dark, regia di Keene McRae (2021)
- Futra Days, regia di Ryan David (2022)
- I crimini di Emily (Emily the Criminal), regia di John Patton Ford (2022)
- It Ends With Us - Siamo noi a dire basta (It Ends With Us), regia di Justin Baldoni (2024)
- Drop - Accetta o rifiuta (Drop), regia di Christopher Landon (2025)

### Televisione
- Dating Rules from My Future Self – serie TV, episodio 1x01 (2012)
- Truth Be Told – serie TV, episodio 1x05 (2015)
- Fall Into Me – serie TV, 1 episodio (2016)
- New Girl – serie TV, episodio 6x13 (2017)
- Westworld - Dove tutto è concesso (Westworld) – serie TV, episodi 4x01-4x08 (2022)
- Walker: Independence – serie TV, episodio 1x01 (2022)
- The Offer – miniserie TV, puntata 10 (2022)
- 1923 – serie TV, 15 episodi (2022-2025)

## Doppiatori italiani
Nelle versioni in italiano delle opere in cui ha recitato, Brandon Sklenar è stato doppiato da:
- Andrea Mete in It Ends with Us - Siamo noi a dire basta, Drop - Accetta o rifiuta
- Andrea Lavagnino in The Offer, 1923
- Maurizio Merluzzo in Midway
- Dimitri Winter in Westworld - Dove tutto è concesso